# عبد الله بن عباس
أبو العباس عبد الله بن العباس بن عبد المطلب الهاشمي القرشي (3 ق هـ / 618م - 68 هـ / 687م) هو صحابي محدث وفقيه وحافظ ومُفسِّر، وابن عم النبي محمد، وأحد المكثرين لرواية الحديث، حيث روى 1660 حديثًا عن النبي محمد.
ولد في مكة في شعب أبي طالب قبل الهجرة النبوية بثلاث سنوات، وهاجر مع أبيه العباس بن عبد المطلب قبيل فتح مكة فلقوا النبي محمدًا بالجحفة؛ وهو ذاهب لفتح مكة، فرجعا وشهدا معه فتح مكة، ثم شهد غزوة حنين وغزوة الطائف، ولازم النبي وروى عنه، ودعا له النبي قائلًا: «اللهم فقهه في الدين وعلمه التأويل»، وقال أيضًا: « اللهم علمه الكتاب، اللهم علمه الحكمة»، توفي النبي وعمره ثلاث عشرة سنة، فكان يفسّر القرآن بعد موت النبي، حتى لُقِّب بـ حَبْر الأمة وترجمان القرآن، والحَبْر والبحر.
كان ابن عباس مستشارًا لعمر بن الخطاب في خلافته على صغر سنة، وكان يُلقبه بـ فتى الكهول، شهد ابن عباس فتح إفريقية سنة 27 هـ مع ابن أبي السرح، وغزا طبرستان مع سعيد بن العاص في سنة 30 هـ، وتولى إمامة الحج سنة 35 هـ بأمر عثمان، وشهد مع علي بن أبي طالب موقعة الجمل ووقعة صفين، وكان أميرًا على الميسرة، ثم شهد مع علي قتال الخوارج في النهروان، وأرسله علي إلى ستة آلاف من الحرورية فحاورهم ابن عباس، فرجع منهم ألفان. وولاه علي على البصرة، من سنة 36 هـ حتى سنة 39 هـ، ثم خلفه عليها أبو الأسود الدؤلي.
ولما أخذت البيعة ليزيد في حياة معاوية امتنع ابن عباس عن مبايعته، وبعد وفاة معاوية كان ابن عباس يرى عدم خروج الحسين إلى الكوفة، ونصحه بعدم الخروج عدة مرات، وبعد وفاة الحسين ثم يزيد اعتزل ابن عباس الناس مع محمد بن الحنفية، ولم يبايع عبد الله بن الزبير ولا مروان بن الحكم، وكفَّ بصره في آخر عمره، فسكن الطائف، وتوفي بها سنة 68 هـ وعمره إحدى وسبعون سنة، وصلى عليه محمد بن الحنفية.
طلب ابن عباس العلم والحديث من الصحابة، وقرأ القرآن على زيد بن ثابت وأبي بن كعب، وكان يسأل عن الأمر الواحد ثلاثين من الصحابة، كان لابن عباس مجلس كبير في المدينة يأتيه الناس لطلب العلم، وكان يُقسِّم مجلسه أيامًا ودروسًا، فيجعل يومًا للفقه، ويومًا لتفسير القرآن، ويومًا للمغازي، ويومًا للشعر، ويومًا لأيام العرب. وقد روى حوالي 1660 حَدِيثًا، ولهُ في الصحيحين 75 حَدِيثًا متفقا عليها، وتفرد البخاري له بِـ 110 أَحَادِيثَ، وتفرَّد مسلم بن الحجاج بـ 49 حَدِيثًا.

## نسبه

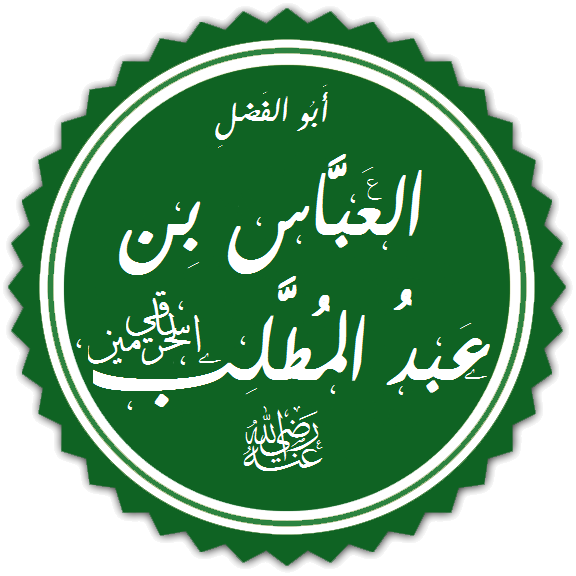
تخطيط اسم العباس بن عبد المطلب والد عبد الله وعم النبي محمد.

- هو: عبد الله بن العباس بن عبد المطلب بن هاشم بن عبد مناف بن قصي بن كلاب بن مرة بن كعب بن لؤي بن غالب،[3] بن فهر بن مالك بن النضر وهو قريش بن كنانة بن خزيمة بن مدركة بن إلياس بن مضر بن نزار بن معد بن عدنان. أبوه العباس هو عم النبي محمد، لذلك فإنه يلتقي في نسبه مع النبي محمد في عبد المطلب بن هاشم.[4]
- أمه: أم الفضل بنت الحارث المعروفة باسم لُبَابَة الكُبْرى الهلالية بن حَزْن بن البُجير بن الهُزَم بن رُؤَيْبَة بن عبد الله بن هلال بن عامر بن صعصعة بن معاوية بن بكر بن هوازن بن منصور بن عِكْرِمَة بن خَصفة بن قَيْس بن عَيْلان بن مُضَر،[5] وهي أخت ميمونة بنت الحارث زوجة الرسول محمد.[6]
- كنيته: أبو العباس.[4]
- إخوته: للعباس عشرة أبناء حسب المشهور وهم الفضل، وعبيد الله، وعبد الرحمن، وقثم، وعون، والحارث أو الحرث، وكثير، وتمام، ومعبد، وهناك مصادر أخرى ذكرت له أخوة آخرين.[7] وأصغرهم تمام وعبد الله هو الأكبر من تمّام مباشرةً. فكان العبَّاس يقول:[8]

- أخواته : ذكر بعض المصادر لعبد الله ثلاثة أخوات فقط هن: أم حبيب أو أم حبيبة، وصفية، وأميمة أو آمنة أو أمينة، وزاد بعضهم: أم كلثوم، وهُناك خوات أخريات ذكرن في مصادر أخرى.[9][10][11]

## حياته

### مولده

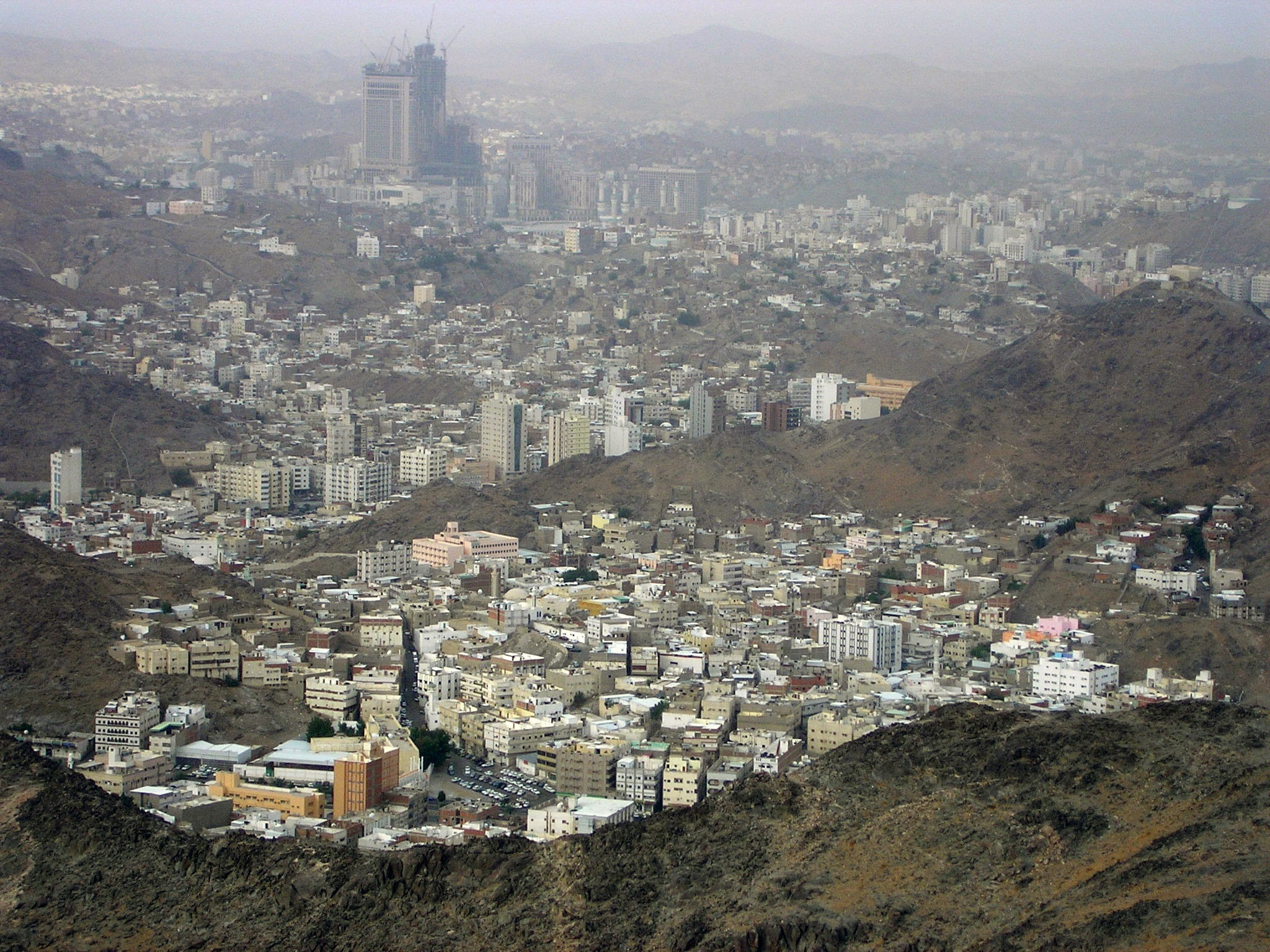
منظر كاشف لمكة من على متن جبل النور.

اختلفت الروايات في سنة مولد عبد الله بن عباس على عدة أقوال:
- القول الأشهر أنه وُلِدَ في عام الهجرة إلى المدينة أي سنة 622م،[12]:21 وهو ما يؤيده ما يرويه سعيد بن جبير عن ابن عباس أنه قال: «مات رسول الله ﷺ وأنا ابن عشر سنين وأنا مختون، وقد قرأت المُحكَم من القرآن»، وكانوا لا يختنون الرجل إلا عندما يبلغ الحلم.[13][14]
- القول الثاني أنه وُلِدَ قبل الهجرة بثلاث سنوات، زمن حصار المسلمين في شعب أبي طالب، أي سنة 619م،[12]:21 وتؤيده عدة روايات، فعن شعبة بن الحجاج عن ابن عباس أنه قال: «ولدت قبل الهجرة بثلاث سنين، ونحن في الشعب، وتوفي النبي ﷺ وأنا ابن ثلاث عشرة».[15] وعن مجاهد بن جبر عن ابن عباس أنه قال: «لَمَّا كَانَ النَّبِيُّ ﷺ وَأَهْلُ بَيْتِهِ فِي الشِّعْبِ أَتَى أَبِي النَّبِيَّ ﷺ فَقَالَ: يَا مُحَمَّدُ، مَا أَرَى أُمَّ الْفَضْلِ إِلَّا قَدِ اشْتَمَلَتْ عَلَى حَمْلٍ قَالَ: «لَعَلَّ اللهَ أَنْ يُقِرَّ أَعْيُنَنَا مِنْهَا بِغُلَامٍ»، فَأَتَى بِي النَّبِيَّ ﷺ وَأَنَا فِي خِرْقَتِي فَحَنَّكَنِي قَالَ مجاهد: لَا نَعْلَمُ أَحَدًا حُنِّكَ بِرِيقِ النُّبُوَّةِ غَيْرَهُ».[16] وقال الواقدي: لا خلاف أنه ولد في الشعب، وبنو هاشم محصورون، فولد قبل خروجهم منه بيسير، وذلك قبل الهجرة بثلاث سنين.[17][18]
- بينما قال ابن منده: ولد قبل الهجرة بسنتين.[17]

### إسلامه

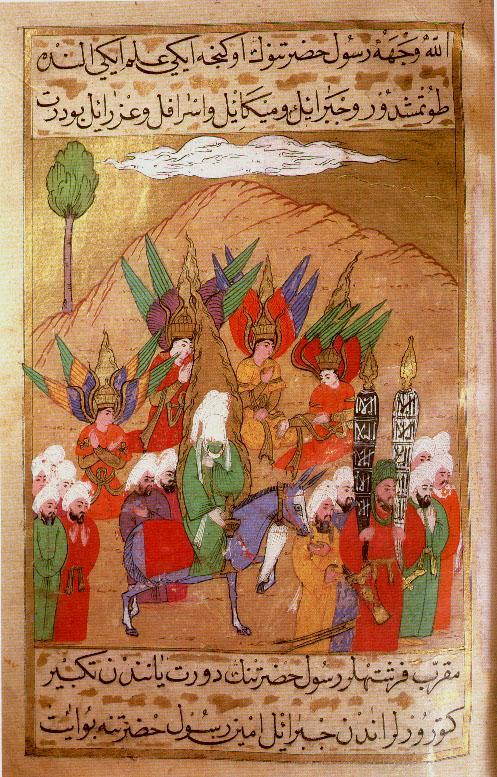
رسم عثماني يعود لحوالي 1595 يصور النبي وقد غطي وجهه مع أصحابه وهم يدخلون مكة، بحضور الملائكة جبريل وميكائيل واسرافيل وعزرائيل.

لا يُعرف زمن إسلامه على وجه التحديد، لكنه أسلم هو وأمه أم الفضل بنت الحارث قبل فتح مكة بزمن غير يسير،:27 لكنهما لم يهاجرا إلى المدينة المنورة، وكان يتلو ﴿إِلَّا الْمُسْتَضْعَفِينَ مِنَ الرِّجَالِ وَالنِّسَاءِ وَالْوِلْدَانِ لَا يَسْتَطِيعُونَ حِيلَةً وَلَا يَهْتَدُونَ سَبِيلًا ۝٩٨﴾ [النساء:98] ويقول: «كنت أنا وأمي ممن عذر الله». ولم تتح لهما الهجرة إلا عندما أشهر والده العباس إسلامه، وأراد الهجرة قبيل فتح مكة، فخرجا معه، فلقوا النبي محمد بالجحفة؛ وهو ذاهب لفتح مكة، فرجعا وشهدا معه فتح مكة في صبيحة يوم الجمعة 20 رمضان 8 هـ، وبايعه النبي وبايع ابن عباس وهو صغير لم يبلغ الحُلم بعد، يقول محمد بن علي بن الحسين: «أن النبي ﷺ بايع الحسن والحسين، وعبد الله بن عباس، وعبد الله بن جعفر وهم صغار، ولم يبقلوا، ولم يبلغوا، ولم يبايع صغيرًا إلا منّا»، أي من أهل البيت.

### صحبته للنبي محمد
بعدما هاجر ابن عباس، لزم النبي محمد، وأخذ عنه، وكانت صحبته للنبي حوالي ثلاثين شهرًا. وكان لقرابته للنبي أثر في ذلك، فكانت خالته ميمونة بنت الحارث زوجة النبي، وكان ابن عباس يدخل بيت النبي، ويبيت في حجرة خالته أيامًا، ويقوم بخدمة النبي. وكان يصف للصحابة كل ما يراه من أفعال النبي وأقواله، وذات مرة كان النبي في بيتِ ميمونةَ فوضَعْ ابن عباس له وَضوءًا مِنَ الليلِ فقالتْ له ميمونةُ: «وضَع لك هذا عبدُ اللهِ بنُ عباسٍ» فقال النبي: «اللهم فقِّهْهُ في الدينِ وعلِّمْهُ التأويلَ». وضمّه النبي إلى صدره وقال: «اللَّهُمَّ عَلِّمْهُ الْكِتَابَ».

ويذكر ابن عباس أنه رأى جبريل مرتين في بيت النبي، فيقول: «رأيت جبريل مرتين، ودعا لي بالحكمة مرتين». ويروي ابن عباس قصة رؤيته لجبريل فيقول: 
| عبد الله بن عباس | كنت مع أبي عند النبي ﷺ وعنده رجل يناجيه، فقال العباس: ألم تر إلى ابن عمك كالمعرض عني؟ فقلت: إنه كان عنده رجل يناجيه. قال: أوكان عنده أحد؟ قلت: نعم. فرجع إليه، فقال: يا رسول الله هل كان عندك أحد; فإن عبد الله أخبرني أنه كان عندك رجل تناجيه؟ قال: هل رأيته يا عبد الله؟ قلت: نعم. قال: ذاك جبريل . | عبد الله بن عباس |

وكان ابن عباس ملازمًا للنبي محمد في مرضه واحتضاره ووفاته، ووصف الأيام الأخيرة للنبي، وخروج النبي من مرضه إلى الصلاة وخطبته، وصفة وفاة النبي وكيفية غسله والصلاة عليه، وما دار بعد وفاة النبي بين الصحابة.:49: 52 وقد تُوفي النبي وعمر ابن عباس ثلاث عشرة سنة، وقيل عشرة، وقيل خمس عشرة -لاختلاف المصادر في سنة مولده-، لكن أجمعت المصادر على أنه كان قد خُتِنَ وبَلغ الحُلم.

### في عهد عمر
كان ابن عباس مُقدَّمًا عند عمر بن الخطاب في زمن خلافته، كان عمر بن الخطاب يحرص على مشورته في كل أمر، ويأذن له بالدخول عليه مع أهل بدر، حتى أن بعضهم تعجب من صنيع عمر،:52: 64 فعن سعيد بن جبير قال: «كان ناس من المهاجرين قد وجدوا على عمر في إدنائه ابن عباس دونهم، وكان يسأله، فقال عمر: أما إني سأريكم اليوم منه ما تعرفون فضله، فسألهم عن هذه السورة: ﴿إِذَا جَاءَ نَصْرُ اللَّهِ وَالْفَتْحُ ۝١﴾ [النصر:1]، فقال بعضهم: أمر الله نبيه إذا رأى الناس يدخلون في دين الله أفواجًا أن يحمده ويستغفره، فقال عمر: يا ابن عباس تكلم، فقال: أعلمه متى يموت؛ أي فهي آيتك من الموت، فسبح بحمد ربك واستغفره.» كان ابن عباس يقوم على منبر النبي محمد، فيقرأ البقرة وآل عمران فيفسرهما آية آية، وكان عمر إذا ذكره قال: "ذلك فتى الكهول، له لسان سؤول، وقلب عقول". وفي رواية: "ذاكم كهل الفتيان".
ولما رأى العباس قرب ابنه من الخليفة عمر أوصاه وصية قال فيها: «إن عمر يدنيك ويجلسك مع أكابر الصحابة فاحفظ عني ثلاثًا: لا تفشين له سرًا، ولا تغتابن عنده أحدًا، ولا يجربن عليك كذبًا.»، قال الشعبي لابن عباس: «كل واحدة خير من ألف». فقال ابن عباس: «بل كل واحدة خير من عشرة آلاف». ولم يزل ابن عباس ملازمًا لعمر حتى مقتله، فبعدما طُعِن دخل عليه وأخذ يواسيه،:21 ويقول له: «يَا أَمِيرَ الْمُؤْمِنِينَ وَلَئِنْ كَانَ ذَاكَ لَقَدْ صَحِبْتَ رَسُولَ اللَّهِ ﷺ فَأَحْسَنْتَ صُحْبَتَهُ ثُمَّ فَارَقْتَهُ وَهُوَ عَنْكَ رَاضٍ، ثُمَّ صَحِبْتَ أَبَا بَكْرٍ فَأَحْسَنْتَ صُحْبَتَهُ ثُمَّ فَارَقْتَهُ وَهُوَ عَنْكَ رَاضٍ، ثُمَّ صَحِبْتَ صَحَبَتَهُمْ فَأَحْسَنْتَ صُحْبَتَهُمْ وَلَئِنْ فَارَقْتَهُمْ لَتُفَارِقَنَّهُمْ وَهُمْ عَنْكَ رَاضُونَ.»، فقال عمر: «أَمَّا مَا ذَكَرْتَ مِنْ صُحْبَةِ رَسُولِ اللَّهِ ﷺ وَرِضَاهُ فَإِنَّمَا ذَاكَ مَنٌّ مِنْ اللَّهِ  مَنَّ بِهِ عَلَيَّ وَأَمَّا مَا ذَكَرْتَ مِنْ صُحْبَةِ أَبِي بَكْرٍ وَرِضَاهُ فَإِنَّمَا ذَاكَ مَنٌّ مِنْ اللَّهِ جَلَّ ذِكْرُهُ مَنَّ بِهِ عَلَيَّ وَأَمَّا مَا تَرَى مِنْ جَزَعِي فَهُوَ مِنْ أَجْلِكَ وَأَجْلِ أَصْحَابِكَ وَاللَّهِ لَوْ أَنَّ لِي طِلَاعَ الْأَرْضِ ذَهَبًا لَافْتَدَيْتُ بِهِ مِنْ عَذَابِ اللَّهِ  قَبْلَ أَنْ أَرَاهُ.».

### في عهد عثمان

إفريقية هو الاسم الذي أطلقه المسلمون على ما فتحوه من مقاطعة أفريكا الرومانية (بالأحمر).

بعد وفاة عمر شهد ابن عباس فتح إفريقية سنة 27 هـ مع عبد الله بن سعد بن أبي السرح، حيث نادى المُنادي بالجهاد في إفريقية، ولبَّى ابن عباس النداء، وقام عُثمان فيهم خطيبًا وحثَّهم على الجهاد، ووزَّع عليهم السلاح، كما أمدَّهم بِألف بعير يُحمل عليها ضُعفاءُ الناس أي فُقراؤهم، فخرج المُسلمون في جيشٍ عظيمٍ، يقوده الحارث بن الحكم بن أبي العاص، إلى أن يقدموا على ابن أبي السرح بمصر فكانت القيادة له. وفي سنة 30 هـ غزا ابن عباس طبرستان تحت قيادة سعيد بن العاص، فلمّا وصلوا إليها فتحوها، وذكر المدائني: «أن سعيد بن العاص ركب في جيش فيه الحسن والحسين، والعبادلة الأربعة، وحذيفة بن اليمان، في خلق من الصحابة، فسار بهم فمر على بلدان شتى يصالحونه على أموال جزيلة، حتى انتهى إلى بلد معاملة جرجان، فقاتلوه حتى احتاجوا إلى صلاة الخوف».
كما تولى ابن عباس إمامة الحج سنة 35 هـ بأمر عثمان بن عفان له وهو محصور، وقد حجّ بالناس وفيهم عائشة بنت أبي بكر وأم سلمة، وكانت عائشة تقول: «هو أعلم الناس بالمناسك.»، وخطب بالناس في عرفات وفسّر فيها سورة البقرة، وقيل سورة النور، قيل: «فسّر ذلك تفسيرًا لو سمعته الروم والترك والديلم لأسلموا.»، وفي هذه الحجة قُتِلَ عثمان.

### في عهد علي

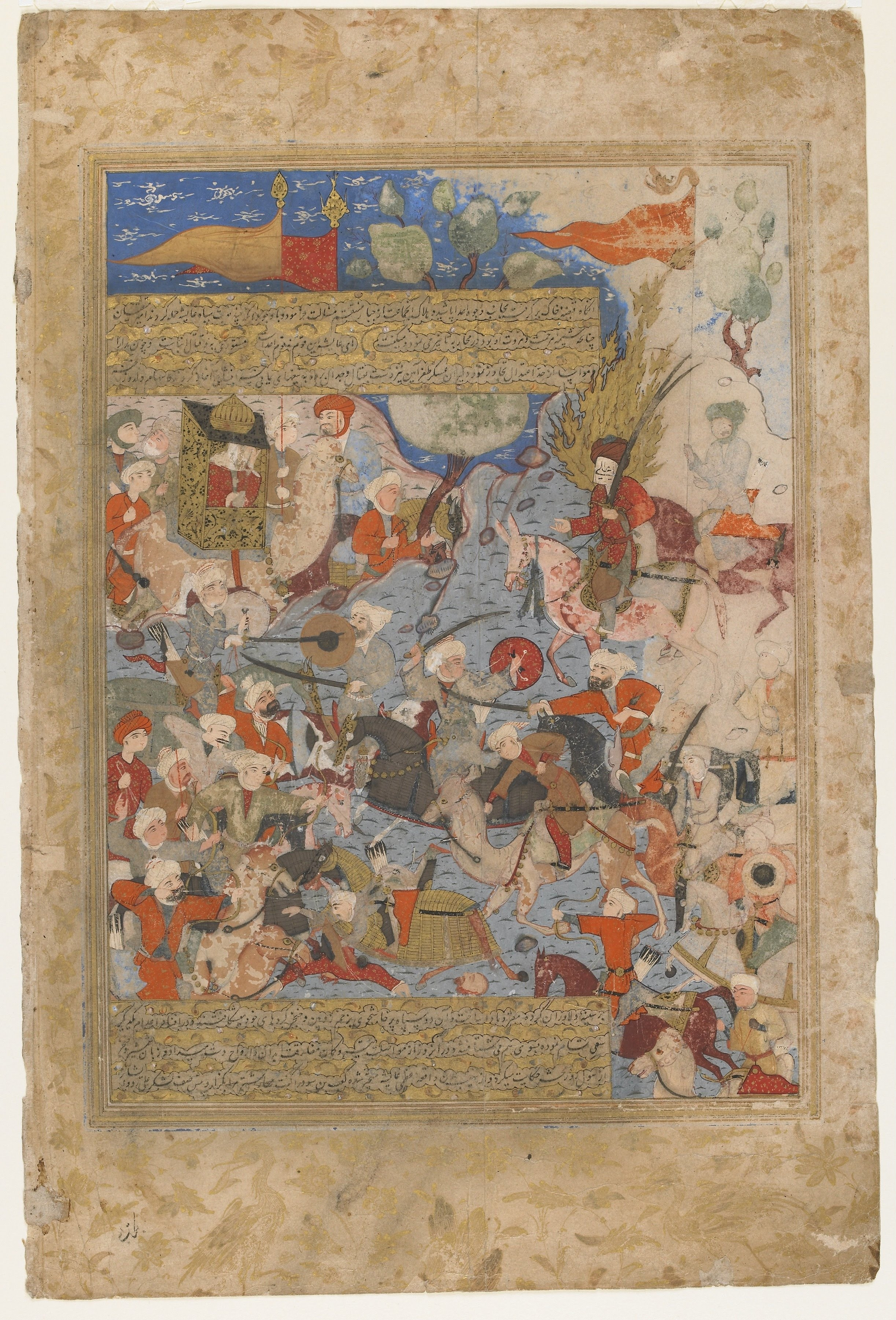
رسم تُركي عُثماني لموقعة الجمل، وقد غُطّيَ وجه كلٍ من عائشة وعليّ باللون الأبيض.

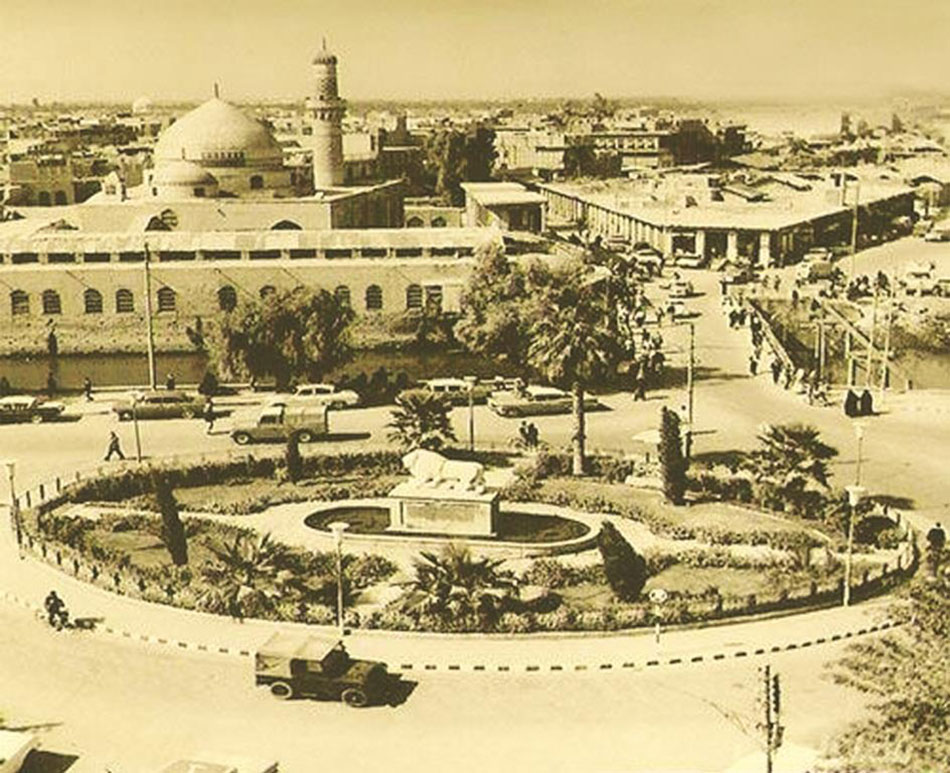
مدينة البصرة في خمسينات القرن العشرين.

شهد ابن عباس مع علي الجمل وصفين، وكان أميرًا على الميسرة، وكان ممن أشار على علي أن يستنيب معاوية على الشام، وأن لا يعزله عنها في بادئ الأمر، حتى قال له: «إن أحببت عزله فولَّه شهرًا واعزله دهرًا»، فأبى علي إلا أن يقاتله. ولما تراض الفريقان على تحكيم الحكمين طلب ابن عباس أن يكون من جهة علي ليكافئ عمرو بن العاص، فامتنعت مذحج وأهل اليمن إلا أن يكون من جهة علي أبو موسى الأشعري، ثم شهد مع علي قتال الخوارج في النهروان. وقد كان ابن عباس ينتقد على علي في بعض أحكامه فيرجع إليه علي في ذلك، روى البخاري في صحيحه: «أن عليًا حرق ناسًا ارتدوا عن الإسلام. فبلغ ذلك ابن عباس فقال: لَوْ كُنْتُ أَنَا لَمْ أُحَرِّقْهُمْ لِأَنَّ النَّبِيَّ صَلَّى اللَّهُ عَلَيْهِ وَسَلَّمَ: «لاَ تُعَذِّبُوا بِعَذَابِ اللَّهِ» وَلَقَتَلْتُهُمْ كَمَا قَالَ النَّبِيُّ صَلَّى اللَّهُ عَلَيْهِ وَسَلَّمَ: «مَنْ بَدَّلَ دِينَهُ فَاقْتُلُوهُ»». وقد أرسله علي إلى ستة آلاف من الحرورية فحاورهم ابن عباس، فرجع منهم ألفان، وخرج سائرهم، فقاتلهم المهاجرون والأنصار، ومن حواره معهم:
| عبد الله بن عباس | سألهم ابن عباس: ماذا تنقمون من علي؟ قالوا: ننقم منه ثلاثًا. - أولاهن: أنه حكم الرجال في دين الله، والله يقول: ﴿إِنِ الحكم إِلاَّ للَّهِ﴾، - والثانية: أنه قَاتَل، ثم لم يأخذ من مقاتليه سبيًا ولا غنائم، فلئن كانوا كفارًا، فقد حلت له أموالهم، وإن كانوا مؤمنين، فقد حرمت عليه دماؤهم. - والثالثة: رضى عند التحكيم أن يخلع عن نفسه صفة أمير المؤمنين، استجابة لأعدائه، فإن لم يكن أمير المؤمنين، فهو أمير الكافرين. فقال ابن عباس: - أما قولكم: إنه حكم الرجال في دين الله، فأي بأس؟ إن الله يقول: ﴿يَا أَيُّهَا الَّذِينَ آمَنُواْ لاَ تَقْتُلُواْ الصَّيْدَ وَأَنتُمْ حُرُمٌ وَمَن قَتَلَهُ مِنكُم مُّتَعَمِّدًا فَجَزَاء مِّثْلُ مَا قَتَلَ مِنَ النَّعَمِ يَحْكُمُ بِهِ ذَوَا عَدْلٍ مِّنكُمْ﴾، وكان من حكم الله أنه صيره إلى الرجال يحكمون فيه، ولو شاء لحكم فيه، فجاز من حكم الرجال، أنشدكم بالله أحكم الرجال في صلاح ذات البين، وحقن دمائهم أفضل أو في أرنب؟ وفي المرأة وزوجها: ﴿وَإِنْ خِفْتُمْ شِقَاقَ بَيْنِهِمَا فَابْعَثُواْ حَكَمًا مِّنْ أَهْلِهِ وَحَكَمًا مِّنْ أَهْلِهَا﴾ فنشدتكم بالله حكم الرجال في صلاح ذات بينهم، وحقن دمائهم أفضل من حكمهم في بضع امرأة؟. - وأما قولكم: قاتل ولم يَسْبِ، ولم يغنم. أفتسبون أمكم عائشة، تستحلون منها ما تستحلون من غيرها وهي أمكم؟ فإن قلتم: إنا نستحل منها ما نستحل من غيرها فقد كفرتم، وإن قلتم: ليست بأمنا فقد كفرتم: ﴿النَّبِيُّ أَوْلَى بِالْمُؤْمِنِينَ مِنْ أَنفُسِهِمْ وَأَزْوَاجُهُ أُمَّهَاتُهُمْ﴾ فأنتم بين ضلالتين، فأتوا منها بمخرج. - وأما محي نفسه من أمير المؤمنين، فأنا آتيكم بما ترضون. إن نبي الله ﷺ يوم الحديبية صالح المشركين فقال لعلي: اكتب يا علي: هذا ما صالح عليه محمد رسول الله. قالوا: لو نعلم أنك رسول الله ما قاتلناك فقال رسول الله ﷺ: امح يا علي اللهم إنك تعلم أني رسول الله، امح يا علي، واكتب هذا ما صالح عليه محمد بن عبد الله والله لرسول الله ﷺ خير من علي، وقد محى نفسه، ولم يكن محوه نفسه ذلك محاه من النبوة. | عبد الله بن عباس |

ولَّاه علي بن أبي طالب على البصرة، وكان إذا خرج منها يستخلف أبا الأسود الدؤلي على الصلاة، وزياد بن أبي سفيان على الخراج، وهو أول من عرّف بالناس في البصرة، فكان يصعد المنبر ليلة عرفة ويجتمع أهل البصرة حوله فيفسر شيئًا من القرآن، ويذكر الناس من بعد العصر إلى الغروب، ثم ينزل فيصلي بهم المغرب. يقول ابن كثير: «وكان أهل البصرة مغبوطين به، يفقههم ويعلم جاهلهم، ويعظ مجرمهم، ويعطي فقيرهم، فلم يزل عليها حتى مات علي.» وقيل: إن عليًا عزله عنها قبل موته، ثم وفد على معاوية فأكرمه وقربه واحترمه وعظمه، وكان يلقي عليه المسائل المعضلة فيجيب عنها سريعًا، فكان معاوية يقول: «ما رأيت أحدا أحضر جوابا منه». وفي عزله عن البصرة اختلاف بين المؤرخين. بينما ذكر محمد بن جرير الطبري في تاريخه أنه تولّى البصرة من سنة 36 هـ حتى سنة 39 هـ، ثم خلفه عليها أبو الأسود الدؤلي.

### بعد الخلافة الراشدة

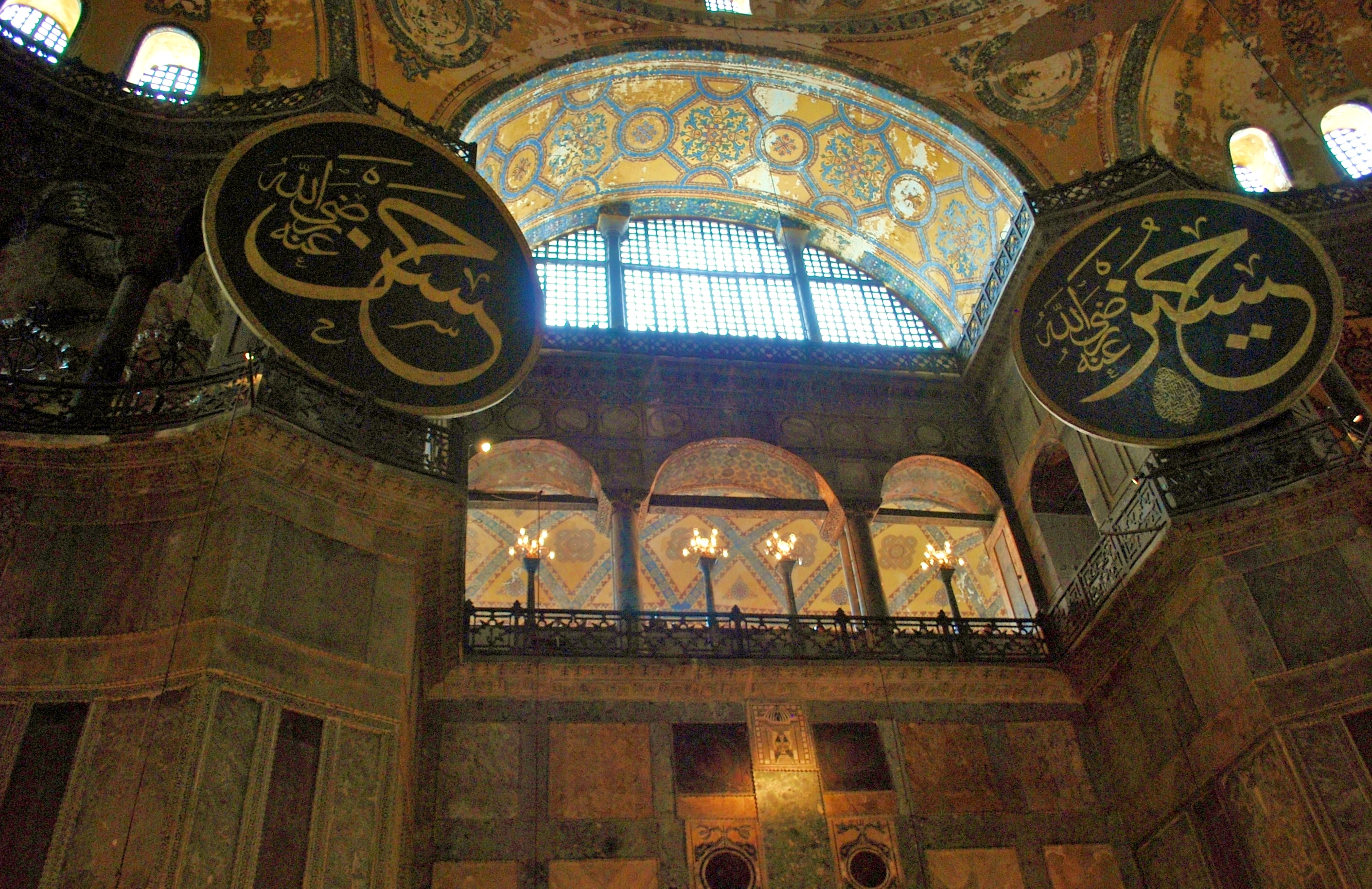
اسما الحسن والحسين في آيا صوفيا بإسطنبول.

تذكر المصادر الشيعية أن ابن عباس دعا الناس بعد مقتل علي إلى مبايعة ابنه الحسن، وقد جاء في بعض الروايات بأن عبد الله بن عباس بن عبد المطلب ظل واليًا على البصرة في عهد الحسن، لغاية عقد الصلح مع معاوية بن أبي سفيان، ثم خرج من البصرة معتزلًا السياسة قاصدًا مكة المكرمة وتفرغ للعلم والتعليم. وتذكر بعض الروايات الأخرى أنه خرج من البصرة وذهب إلى مكة بعد مقتل علي. وقد قال ابن الأثير الجزري أن هذه الرواية الثانية أصح وإنما كان الذي شهد صلح الحسن عبيد الله بن عباس وليس عبد الله. وقد قام عبد الله بن عباس باستخلاف «عبد الله بن الحارث بن نوفل» على البصرة ومضى إلى الحجاز. ولمّا جاء الكتاب بموت الحسن بن علي؛ كان ابن العباس عند معاوية فعزاه، وبعث ابنه يزيد فعزاه، وقد كان ابن عباس محبًا للحسن والحسين، كان يُمسك الركاب للحسن والحسين ويُسوي لهما، فقال له مدرك أبو زياد: «أنت أكبر منهما تمسك لهما وتسوي عليهما.» فقال ابن عباس: «يا لكع. أتدري من هذان؟ هذان ابنا رسول الله ﷺ، أوليس هذا مما أنعم الله علي به أن أمسك لهما وأسوي عليهما؟».:398 ولما أخذت البيعة ليزيد في حياة معاوية امتنع ابن عباس عن مبايعته، هو والحسين وابن الزبير، وعبد الرحمن بن أبي بكر، وابن عمر.

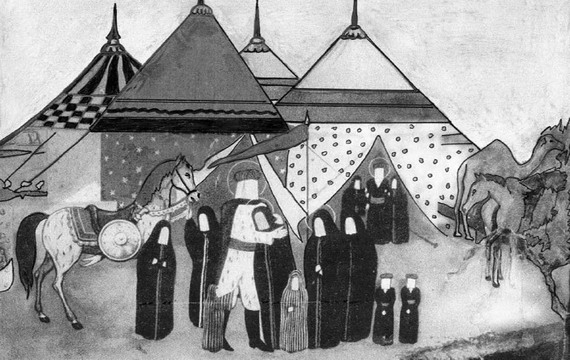
رسمٌ تخيُلي من العصر القاجاري يُظهرُ الحُسين بن عليّ وهو يودع أهله قبل الذهاب لِكربلاء وقد غُطيت وجوههم باللون الأبيض.

ولما مات معاوية وعزم الحسين الخروج إلى العراق نهاه ابن عباس أشد النهي، وقال: «يا ابن عم، إنه قد أرجف الناس أنك سائر إلى العراق، فبيِّن لي ما أنت صانع؟» قال: «قد أجمعت المسير في أحد يومَي هذين إن شاء الله -  -» فقال له ابن عباس: «أخبرني إن كان عدوك بعد ما قتلوا أميرهم، ونفوا عدوهم، وضبطوا بلادهم، فسر إليهم، وإن كان أميرهم حيًا وهو مقيم عليهم، قاهر لهم، وعماله تجبي بلادهم، فإنهم إنما دعوك للفتنة والقتال، ولا آمنُ عليك أن يستفزوا عليك الناس، ويقلبوا قلوبهم عليك، فيكون الذي دعوك أشد الناس عليك.» فقال الحسين: «إني أستخير الله وأنظر ما يكون.» وجاء ابن عباس إلى الحسين اليوم التالي فقال: «يا ابن عم إني أتصبر ولا أصبر، وإني أتخوف عليك في هذا الوجه الهلاكَ، إن أهل العراق قوم غدرٌ فلا تغترن بهم، أقم في هذا البلد حتى ينفي أهل العراق عدوهم ثم أقدم عليهم، وإلا فسر إلى اليمن؛ فإن به حصونًا وشعابًا، ولأبيك به شيعةً، وكن عن الناس بمعزل، واكتب إليهم وبث دعاتك فيهم، فإني أرجو إذا فعلت ذلك أن يكون ما تحب.» فقال الحسين: «يا ابن عم، والله إني لأعلم أنك ناصح شفيق، ولكني قد أزمعت المسير.» فقال له: «فإن كنت ولا بد سائرًا فلا تسر بأولادك ونسائك، فوالله إني لخائف أن تقتل كما قتل عثمان ونساؤه وولده ينظرون إليه...  فوالله الذي لا إله إلا هو لو أعلم أنك إذا أخذت بشعرك وناصيتك حتى يجتمع عليَّ وعليك الناس أطعتني وأقمت لفعلت ذلك.» وقد أورد هذا الخبر ابن الأثير الجزري. وأورد محمد بن جرير الطبري رواية مشابهة. ثم جاءه مرة أخرى قبل خروحه، ونصحه فأبى إلا الخروج، فقال له ابن عباس: «لولا أن يزري بي وبك، لنشبت يدي في رأسك، فقال الحسين: لأن أقتل بمكان كذا وكذا أحب إلي من أستحل حرمتها -يعني مكة المكرمة-» فقال ابن عباس فيما بعد: «وكان ذلك الذي سلَّى نفسي عنه.»
حينها كتب يزيد بن معاوية كتابًا إلى عبد الله بن عباس شيخ بني هاشم حينئذٍ قائلًا: «نحسب أن رجالًا أتوه من المشرق فمنوه الخلافة، فإنهم عندك منهم خبرة وتجربة، فإن كان فعل فقد قطع واشج القرابة، وأنت كبير أهل بيتك والمنظور إليه، فاكففه عن السعي في الفرقة.» وكتب له مجموعة أبيات أشار فيها إلى خوفه من أن يحدث بينه وبين الحسين مصادمة، فكتب إليه ابن عباس: «إني لأرجو أن لا يكون خروج حسين لأمر تكرهه، ولست أدع النصيحة له في كل ما يجمع الله به الألفة وتُطفى بها الثائرة».
وفي 10 محرم 61 هـ قُتِل الحسين في معركة كربلاء، فلمَّا بلغه موته حزن عليه حزنًا شديدًا ولزم بيته، وقال: «يا لسان قل خيرًا تغنم، واسكت عن شرٍ تسلم، فإنك إن لا تفعل تندم». ورُوي عن ابن عباس أنه رأى النبي في المنام في اليوم الذي قُتل فيه الحسين فقال: «رَأَيْتُ النَّبِيَّ صَلَّى اللَّهُ عَلَيْهِ وَسَلَّمَ فِي الْمَنَامِ بِنِصْفِ النَّهَارِ أَشْعَثَ أَغْبَرَ، مَعَهُ قَارُورَةٌ فِيهَا دَمٌ يَلْتَقِطُهُ، أَوْ يَتَتَبَّعُ فِيهَا شَيْئًا قُلْتُ: يَا رَسُولَ اللَّهِ، مَا هَذَا؟، قَالَ: دَمُ الْحُسَيْنِ، وَأَصْحَابِهِ لَمْ أَزَلْ أَتَتَبَّعُهُ مُنْذُ الْيَوْمَ».
وبوفاة يزيد بن معاوية سنة 64 هـ، دعا عبد الله بن الزبير إلى نفسه بالخلافة، فبيايعه أهل الحجاز إلا ابن عمر وابن الحنفية وابن عباس، واعتزل ابن عباس ومحمد بن الحنفية الناس، فدعاهما ابن الزبير ليبايعاه فأبيا عليه، وقال كل منهما: «لا نبايعك ولا نخالفك»، فهمّ بهما؛ فبعثا أبا الطفيل عامر بن واثلة فاستنجد لهما من العراق من شيعتهما. يقول ابن كثير الدمشقي: «فقدم أربعة آلاف فكبروا بمكة تكبيرة واحدة، وهموا بابن الزبير فهرب فتعلق بأستار الكعبة، وقال: أنا عائذ بالله، فكفوهم عنه، ثم مالوا إلى ابن عباس وابن الحنفية وقد حمل ابن الزبير حول دورهم الحطب ليحرقهم، فخرجوا بهما حتى نزلوا الطائف، وأقام ابن عباس سنتين لم يبايع أحدًا.» ومن حينها سكن ابن عباس الطائف وأقام بها.

### وفاته

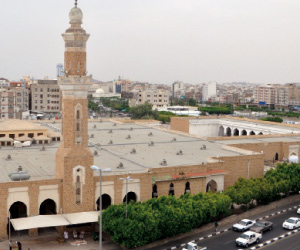
مسجد عبد الله بن العباس بالطائف.

أصاب ابن عباس العمى في آخر عمره، وكان يقول:
توفي ابن عباس بالطائف في سنة 68 هـ، وهو ابن إحدى وسبعين سنة، وصلى عليه محمد بن الحنفية، ورُوِيَّ أنه لمَّا وضعوه ليدخلوه في قبره جاء طائر أبيض لم يُرَ مثل خلقته، فدخل في أكفانه، والتف بها حتى دفن معه. قال عفان بن مسلم الصفار: وكانوا يرون علمه وعمله، فلما وضع في اللحد تلا تالٍ لا يعرف من هو، وفي رواية: أنهم سمعوا من قبره: ﴿يَا أَيَّتُهَا النَّفْسُ الْمُطْمَئِنَّةُ ۝٢٧ ارْجِعِي إِلَى رَبِّكِ رَاضِيَةً مَرْضِيَّةً ۝٢٨ فَادْخُلِي فِي عِبَادِي ۝٢٩ وَادْخُلِي جَنَّتِي ۝٣٠﴾ [الفجر:27–30]. ذكر ذلك أحمد بن حنبل، والواقدي، وابن عساكر، وابن حجر العسقلاني.
يعتقد أهل الطائف أن قبر ابن عباس يقع أمام مقبرة الشهداء بجوار مسجد عبد الله بن عباس بالطائف، في الجهة المُقابلة لمُصلَّى النساء حاليًا، وبجواره قبر محمد بن الحنفية، ويقول الباحث عيسى علوي القصير: «إن قبر ابن عباس كان عليه تابوت أخضر وستارة خضراء وشبك حديدي مثلما كان في مساجد المدينة»، بينما يجادل بعض الباحثين حول حقيقة نسبة القبر إليه، قائلين أن هذه القبور تعود إلى المتأخرين من علماء القرن الثاني الهجري.

## علمه

### طلبه للعلم
| «مَا رَأَيْتُ أَحَدًا قَطُّ مِثْلَ ابْنِ عَبَّاسٍ، لَقَدْ مَاتَ يَوْمَ مَاتَ وَإِنَّهُ لَحَبْرُ هَذِهِ الْأُمَّةِ.» |
| —مجاهد بن جبر                                                        |

بعد وفاة النبي، أخذ ابن عباس يطلب العلم والحديث من الصحابة، وقرأ القرآن على زيد بن ثابت وأبي بن كعب، فيقول: «لما قُبِضَ رسول الله قلت لرجل من الأنصار: هلم فلنسأل أصحاب رسول الله فإنهم اليوم كثير. فقال: "يا عجبا لك يا ابن عباس! أترى الناس يفتقرون إليك وفي الناس من أصحاب رسول الله من فيهم؟"، فترك ذلك وأقبلت أنا أسأل أصحاب رسول الله، فإن كان ليبلغني الحديث عن الرجل فآتي بابه وهو قائل فأتوسد ردائي على بابه يسفي الريح عليّ من التراب، فيخرج فيراني فيقول: "يا ابن عم رسول الله ما جاء بك؟ هلا أرسلت إليّ فآتيك؟" فأقول: "لا! أنا أحق أن آتيك." فأساله عن الحديث. فعاش هذا الرجل الأنصاري حتى رآني وقد اجتمع حولي الناس يسألوني، فيقول: "هذا الفتى كان أعقل مني"». وكان يلزم كبار الصحابة ويسألهم عن غزوات النبي وما نزل فيها من القرآن، وكان يسأل عن الأمر الواحد من ثلاثين من الصحابة، وكان يذهب خاصةً لأبي بن كعب، وعمر بن الخطاب، وعلي بن أبي طالب. وكان في البداية يتردد أن يسأل عمر من هيبته؛ فيذكر أنه تردد أن يسأله عن آية سنةً؛:21 فيقول: «مَكَثْتُ سَنَةً أُرِيدُ أَنْ أَسْأَلَ عُمَرَ بْنَ الْخَطَّابِ عَنْ آيَةٍ فَمَا أَسْتَطِيعُ أَنْ أَسْأَلَهُ هَيْبَةً لَهُ، حَتَّى خَرَجَ حَاجًّا فَخَرَجْتُ مَعَهُ، فَلَمَّا رَجَعْنَا وَكُنَّا بِبَعْضِ الطَّرِيقِ عَدَلَ إِلَى الْأَرَاكِ لِحَاجَةٍ لَهُ، فَوَقَفْتُ لَهُ حَتَّى فَرَغَ، ثُمَّ سِرْتُ مَعَهُ، فَقُلْتُ: "يَا أَمِيرَ الْمُؤْمِنِينَ مَنْ اللَّتَانِ تَظَاهَرَتَا عَلَى النَّبِيِّ ﷺ مِنْ أَزْوَاجِهِ"، فَقَالَ: "تِلْكَ حَفْصَةُ وَعَائِشَةُ"، فَقُلْتُ: "وَاللَّهِ إِنْ كُنْتُ لَأُرِيدُ أَنْ أَسْأَلَكَ عَنْ هَذَا مُنْذُ سَنَةٍ فَمَا أَسْتَطِيعُ هَيْبَةً لَكَ"، قَالَ: "فَلَا تَفْعَلْ! مَا ظَنَنْتَ أَنَّ عِنْدِي مِنْ عِلْمٍ فَاسْأَلْنِي، فَإِنْ كَانَ لِي عِلْمٌ خَبَّرْتُكَ بِهِ"».

### مجلسه وتعليمه الناس
كان لابن عباس مجلس كبير في المدينة يأتيه الناس لطلب العلم، ومدح معاصروه طريقته في الخطابة والأخذ بقلوب وعقول مستمعيه، فيقول صعصعة بن صوحان: «إنه آخذ بثلاث وتارك لثلاث، آخذ بقلوب الرجال إذا حدث، وبحسن الاستماع إذا حُدث، وبأيسر الأمرين إذا خولف. وترك المراء، ومقارنة اللئيم، وما يعتذر منه.»، وكان ابن عباس يجلس يومًا ما يذكر فيه إلا الفقه، ويومًا ما يذكر فيه إلا التأويل، ويومًا ما يذكر فيه إلا المغازي، ويومًا الشعر، ويومًا أيام العرب. ويصف أبو صالح السمان ذلك المجلس فيقول:
| عبد الله بن عباس | لَقَدْ رَأَيْتُ النَّاسَ اجْتَمَعُوا حَتَّى ضَاقَ بِهِمُ الطَّرِيقُ، فَمَا كَانَ أَحَدٌ يَقْدِرُ عَلَى أَنْ يَجِيءَ وَلَا أَنْ يَذْهَبَ، قَالَ: فَدَخَلْتُ عَلَيْهِ فَأَخْبَرْتُهُ بِمَكَانِهِمْ عَلَى بَابِهِ، فَقَالَ لِي: ضَعْ لِي وَضُوءًا، قَالَ: فَتَوَضَّأَ وَجَلَسَ، وَقَالَ: اخْرُجْ وَقُلْ لَهُمْ مَنْ كَانَ يُرِيدُ أَنْ يَسْأَلَ عَنِ الْقُرْآنِ وَحُرُوفِهِ وَمَا أَرَادَ مِنْهُ فَلْيَدْخُلْ. قَالَ: فَخَرَجْتُ فَآذَنْتُهُمْ فَدَخَلُوا حَتَّى مَلَئُوا الْبَيْتَ وَالْحُجْرَةَ فَمَا سَأَلُوهُ عَنْ شَيْءٍ إِلَّا أَخْبَرَهُمْ بِهِ، وَزَادَهُمْ مِثْلَ مَا سَأَلُوا عَنْهُ أَوْ أَكْثَرَهُ. ثُمَّ قَالَ: إِخْوَانُكُمْ. فَخَرَجُوا. ثُمَّ قَالَ: اخْرُجْ فَقُلْ مَنْ أَرَادَ أَنْ يَسْأَلَ عَنْ تَفْسِيرِ الْقُرْآنِ وَتَأْوِيلِهِ فَلْيَدْخُلْ. قَالَ: فَخَرَجْتُ فَآذَنْتُهُمْ فَدَخَلُوا حَتَّى مَلَئُوا الْبَيْتَ وَالْحُجْرَةَ، فَمَا سَأَلُوهُ عَنْ شَيْءٍ إِلَّا أَخْبَرَهُمْ بِهِ، وَزَادَهُمْ مِثْلَ مَا سَأَلُوهُ عَنْهُ أَوْ أَكْثَرَ، ثُمَّ قَالَ: إِخْوَانُكُمْ. فَخَرَجُوا. ثُمَّ قَالَ: اخْرُجْ فَقُلْ مَنْ أَرَادَ أَنْ يَسْأَلَ عَنِ الْحَلَالِ وَالْحَرَامِ وَالْفِقْهِ فَلْيَدْخُلْ. فَخَرَجْتُ فَقُلْتُ لَهُمْ، قَالَ: فَدَخَلُوا حَتَّى مَلَئُوا الْبَيْتَ وَالْحُجْرَةَ، فَمَا سَأَلُوهُ عَنْ شَيْءٍ إِلَّا أَخْبَرَهُمْ بِهِ وَزَادَهُمْ مِثْلَهُ. ثُمَّ قَالَ: إِخْوَانُكُمْ. فَخَرَجُوا. ثُمَّ قَالَ: اخْرُجْ فَقُلْ مَنْ أَرَادَ أَنْ يَسْأَلَ عَنِ الْفَرَائِضِ وَمَا أَشْبَهَهَا فَلْيَدْخُلْ. قَالَ: فَخَرَجْتُ فَآذَنْتُهُمْ فَدَخَلُوا حَتَّى مَلَئُوا الْبَيْتَ وَالْحُجْرَةَ، فَمَا سَأَلُوهُ عَنْ شَيْءٍ إِلَّا أَخْبَرَهُمْ بِهِ وَزَادَهُمْ مِثْلَهُ. ثُمَّ قَالَ: إِخْوَانُكُمْ. فَخَرَجُوا. ثُمَّ قَالَ: اخْرُجْ فَقُلْ مَنْ أَرَادَ أَنْ يَسْأَلَ عَنِ الْعَرَبِيَّةِ وَالشِّعْرِ وَالْغَرِيبِ مِنَ الْكَلَامِ فَلْيَدْخُلْ. قَالَ: فَدَخَلُوا حَتَّى مَلَئُوا الْبَيْتَ وَالْحُجْرَةَ فَمَا سَأَلُوهُ عَنْ شَيْءٍ إِلَّا أَخْبَرَهُمْ بِهِ وَزَادَهُمْ مِثْلَهُ. قَالَ أبو صالح: فَلَوْ أَنَّ قُرَيْشًا كُلَّهَا فَخَرَتْ بِذَلِكَ لَكَانَ فَخْرًا. فَمَا رَأَيْتُ مِثْلَ هَذَا لِأَحَدٍ مِنَ النَّاسِ. | عبد الله بن عباس |

### فقهه
كان ابن عباس يقوم بالفتوى في عهد عمر وعثمان، وكان عمر وعثمان يدعوان ابن عباس إلى مجلسهما مع أهل بدر فيستشيرانه، فكان من فقهاء الصحابة، وأجد العبادلة الأربعة الذين كان عليهم مدار العلم والفتيا والرواية لتأخر وفاتهم، وقد ذكر ابن القيم في إعلام الموقعين أن الذين حفظت عنهم الفتوى من الصحابة أكثر من 130 صحابي ما بين رجل وامرأة، وجعل منهم المكثرين والمقلين: أما المكثرون فسبعة وهم: عمر بن الخطاب، وعلي بن أبي طالب، وعبد الله بن مسعود، وعائشة أم المؤمنين، وزيد بن ثابت، وعبد الله بن عباس، وعبد الله بن عمر. حتى صار ابن عباس مرجعًا للصحابة إذا اختلفوا في الفقه، يقول طاووس بن كيسان: «إني رأيت سبعين من الصحابة إذا تماروا في شيء صاروا إلى قوله». وقال مجاهد بن جبر: «ما سمعت فتيا أحسن من فتيا ابن عباس»، وعن عكرمة مولى ابن عباس: «سَمِعْت مُعَاوِيَةَ يَقُولُ لِي: مَوْلَاكَ وَاللَّهِ أَفْقَهُ مَنْ مَاتَ وَمَنْ عَاشَ».
أمّا عن منهجه في الفقه، فكان إذا سُئل فإن كان من القرآن أخبر به، وإن لم يجد جوابًا من القرآن أخبر من سنة النبي، وإن لم يجد جوابًا من السنة، أخبر من قول أبي بكر، ثم قول عمر، فإن لم يجد، قال برأيه. وكان يأخذ بالرخص إذا وُجدت لمحبة النبي الأخذ بها. ولابن عباس العديد من الآراء الفقهية في العديد من أبواب الفقه من العبادات والمعاملات والمواريث وغيرها من الأبواب، ومن أشهر مسائله التي أفتى بها؛ مخالفته لعمر بن الخطاب في إيقاع الطلاق الثلاث بلفظٍ واحد، وفتواه بأن ملامسة المرأة دون الجماع لا توجب الوضوء، وفتواه بعدم جواز أكل المُحرم لصيد البر سواء اصطاده بنفسه أو اصطاده غيره. وهناك بعض الفتاوى التي أفتاها ثم تراجع عنها بعدما أخبره أحد الصحابة أو إحدى زوجات النبي - خاصة عائشة - بغيرها.

### علمه بالتفسير

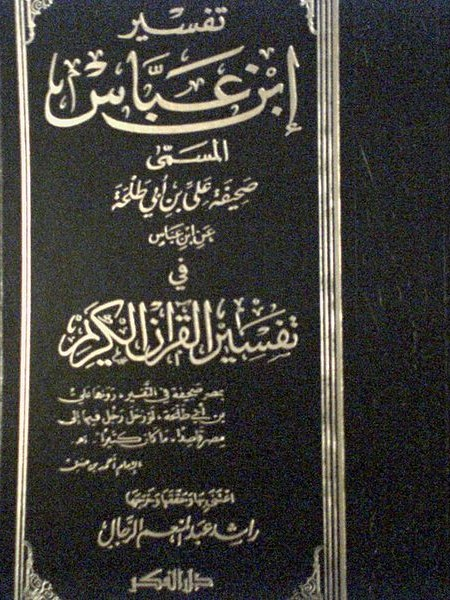
غلاف كتاب تفسير ابن عباس، المُسمَّى صحيفة علي بن أبي طلحة عن ابن عباس في تفسير القرآن الكريم.

يُعد ابن عباس من أشهر مُفسري القرآن من الصحابة، مع أنه كان أصغرهم سنًا، حتى لُقِب بـ ترجمان القرآن، يقول عبد الله بن مسعود: «نعم ترجمان القرآن عبد الله بن عباس»، وقد اشتهر بالتفسير جماعة من الصحابة، ذكرهم السيوطي، فقال: «اشتهر بالتفسير من الصحابة عشرة: الخلفاء الأربعة، وابن مسعود، وابن عباس، وأبي بن كعب، وزيد بن ثابت، وأبو موسى الأشعري، وعبد الله بن الزبير.». وقد كان ابن عباس يُتقن تفسير القرآن كله، وقد كان مجاهد بن جبر يسأله عن تفسير القرآن ومعه الواحة، ويكتب ما يقوله حتى يسأله عن التفسير كله، فيقول مجاهد: «عرضت المصحف على ابن عباس ثلاث عرضات من فاتحته إلى خاتمته أوقفه عند كل آية منه وأساله عنها». وقد كان ابن عباس يقول: «كُلُّ الْقُرْآنِ أَعْلَمُهُ إِلَّا ثَلَاثًا؛ "الرَّقِيمَ" وَ"غِسْلِينَ" وَ"حَنَانًا"».
وكان ابن عباس يكره الأخذ عن أهل الكتاب في التفسير وهو ما يُسمى بالإسرائيليات، وينهى الناس عن سؤالهم، ويقول:
| عبد الله بن عباس | كَيْفَ تَسْأَلُونَ أَهْلَ الْكِتَابِ عَنْ شَيْء، وَكِتَابُكُمْ الَّذِي أُنْزِلَ عَلَى رَسُولِ اللَّهِ ﷺ أَحْدَثُ، تَقْرَءُونَهُ مَحْضًا لَمْ يُشَبْ، وَقَدْ حَدَّثَكُمْ أَنَّ أَهْلَ الْكِتَابِ بَدَّلُوا كِتَابَ اللَّهِ وَغَيَّرُوهُ، وَكَتَبُوا بِأَيْدِيهِمْ الْكِتَابَ، وَقَالُوا هُوَ مِنْ عِنْدِ اللَّهِ لِيَشْتَرُوا بِهِ ثَمَنًا قَلِيلًا، أَلَا يَنْهَاكُمْ مَا جَاءَكُمْ مِنْ الْعِلْمِ عَنْ مَسْأَلَتِهِمْ، لَا وَاللَّهِ مَا رَأَيْنَا مِنْهُمْ رَجُلًا يَسْأَلُكُمْ عَنْ الَّذِي أُنْزِلَ عَلَيْكُمْ. | عبد الله بن عباس |

وقد نُسب لابن عباس عدة تفاسير، منها الكتاب الذي ألفه محمد بن يعقوب الفيروزآبادي وسمِّاه «تنوير المقباس من تفسير ابن عباس» وتدور روايات الكتاب على طريق واحد، هو طريق السدي الصغير، عن محمد بن السائب الكلبي، عن أبي صالح السمان عن ابن عباس؛ وقد شكك عدد من العلماء في صحة الروايات بالكتاب، واستشهدوا بقول الشافعي: «لم يثبت عن ابن عباس في التفسير إلا شبيه بمائة حديث»، وقول ابن تيمية: «وموسى بن عبد الرحمن هذا من الكذابين، قال أبو أحمد بن عدي فيه: منكر الحديث، وقال أبو حاتم ابن حبان: دجال يضع الحديث، وضع على ابن جريج عن عطاء عن ابن عباس كتابًا في التفسير، جمعه من كلام الكلبي ومقاتل.»، وقال جلال الدين السيوطي: «وأوهى طرقه – يعني طرق التفسير عن ابن عباس - طريق الكلبي عن أبي صالح عن ابن عباس، فإن انضم إلى ذلك رواية محمد بن مروان السدي الصغير فهي سلسلة الكذب.». فقال محمد بن محمد أبو شهبة: «أما التفسير المنسوب إليه ففي صحة نسبته إليه شك غير قليل.»، وقال الشوكاني: «ومن جملة التفاسير التي لا يوثق بها "تفسير ابن عباس"، فإنه مروي من طريق الكذابين كالكلبي والسدي ومقاتل، ذكر معنى ذلك السيوطي وقد سبقه إلى معناه ابن تيمية.» ويقول مشهور حسن: «طُبِعَ كتاب منسوب لابن عباس ، وهو من طريق محمد بن مروان السدي الصغير عن الكلبي عن أبي صالح عن ابن عباس، كما ذُكِر إسناده في أول الكتاب وفي مواضع منه وقد جمعه الفيروزابادي "صاحب القاموس" من كتب التفسير التي أدخل أصحابها هذا الطريق في تفاسيرهم كالثعلبي والواحدي‚ فهذا التفسير لا يعتمد عليه ولا تصح نسبته إلى ابن عباس.».
وهناك تفسير آخر يُنسب لابن عباس بعنوان «صحيفة علي بن أبي طلحة في التفسير» ذكرها السيوطي في الإتقان عن أحمد بن حنبل، ويتعبرها السيوطي من أصح ما رُوي في التفسير عن ابن عباس، وقد مدحها ابن حنبل قائلًا: «بِمِصْرَ صَحِيفَةٌ فِي التَّفْسِيرِ رَوَاهَا عَلِيُّ بْنُ أَبِي طَلْحَةَ لَوْ رَحَلَ رَجُلٌ فِيهَا إِلَى مِصْرَ قَاصِدًا مَا كَانَ كَثِيرًا.»، وحديثًا قام الباحث راشد بن عبد المنعم الرجال بجمع مرويات تلك الصحيفة وأخرجها بعنوان «تفسير ابن عباس المسمى: صحيفة علي بن أبي طلحة في تفسير القرآن الكريم».
كما ينسب إليه كتاب غريب القرآن في شعر العرب وهو عبارة عن المسائل التي رواها الضحاك بن مزاحم، عندما جاء نافع بن الأزرق الخارجي إلى عبد الله بن عباس يسأله في عدة مسائل.

### حُجّية تفسير ابن عباس
ابن عباس من الصحابة، وقد ذكر علماء التفسير أنّ الصحابي إذا قال قولاً فإنه على أربعة أحوال:
1. قول الصحابي إذا اشتهر ولم يُعلَم أحدٌ من الصحابة أنكره: هذا القول حجة عند جمهور أهل العلم، قال ابن تيمية: «وأما أقوال الصحابة؛ فإن انتشرت ولم تنكر في زمانهم فهي حجة عند جماهير العلماء».
2. قول الصحابي إذا لم يُعلم باشتهاره، ولا يُعلَم أن أحداً من الصحابة أنكره: رأى جمهور العلماء قبول هذا القول والاعتماد عليه، وهذه الحالة تنطبق على ما استنبطه ابن عباس من التفسير، ولم يعرف له مخالف ولا موافق من الصحابة.
3. قول الصحابي إذا خالفه غيره من الصحابة: إذا اختلف الصحابة في مسألة فليس قول أحدهم حجة، بل ينظر العالم في أقوالهم ويرجّح أحد أقوالهم ولا يبتكر قولاً جديداً.[87]
4. إذا خالف نصًا شرعيًا: فيقدم النص ولا يعمل بقول الصحابي، ومن ذلك رأي ابن عباس في توريث البنتين نصف التركة إذا لم يكن معهما ذكور، وهذا القول ليس له دليل صريح من القرآن، وقد أجمع علماء أهل السنة على أن للبنتين الثلثين، ليس النصف، ودليلهم حديث جَابِرِ بْنِ عَبْدِ اللَّهِ قَالَ: "جَاءَتْ امْرَأَةُ سَعْدِ بْنِ الرَّبِيعِ بِابْنَتَيْهَا مِنْ سَعْدٍ إِلَى رَسُولِ اللَّهِ صَلَّى اللَّهُ عَلَيْهِ وَسَلَّمَ، فَقَالَتْ: يَا رَسُولَ اللَّهِ، هَاتَانِ ابْنَتَا سَعْدِ بْنِ الرَّبِيعِ، قُتِلَ أَبُوهُمَا مَعَكَ يَوْمَ أُحُدٍ شَهِيدًا، وَإِنَّ عَمَّهُمَا أَخَذَ مَالَهُمَا، فَلَمْ يَدَعْ لَهُمَا مَالًا وَلَا تُنْكَحَانِ إِلَّا وَلَهُمَا مَالٌ، قَالَ: يَقْضِي اللَّهُ فِي ذَلِكَ، فَنَزَلَتْ: آيَةُ المِيرَاثِ، فَبَعَثَ رَسُولُ اللَّهِ صَلَّى اللَّهُ عَلَيْهِ وَسَلَّمَ إِلَى عَمِّهِمَا، فَقَالَ: أَعْطِ ابْنَتَيْ سَعْدٍ الثُّلُثَيْنِ، وَأَعْطِ أُمَّهُمَا الثُّمُنَ، وَمَا بَقِيَ فَهُوَ لَكَ).[88] قال ابن حجر العسقلاني: "وقد انفرد بن عباس بأن حكمهما حكم الواحدة وأبى ذلك الجمهور، واختلف في مأخذهم فقيل حكمهما حكم الثلاث فما زاد، ودليله بيان السنة فإن الآية لما كانت محتملة بينت السنة أن حكمهما حكم ما زاد عليهما، وذلك واضح في سبب النزول فإن العم لما منع البنتين من الإرث وشكت ذلك أمهما قال ﷺ لها (يقضي الله في ذلك) فنزلت آية الميراث، فأرسل إلى العم فقال: (أعط بنتي سعد الثلثين)، ويعتذر عن ابن عباس بأنه لم يبلغه فوقف مع ظاهر الآية".[89]

### المفسرون وابن عباس
لمّا كان لابن عباس منزلة علمية وخاصة في التفسير، فقد ذُكرت رواياته في كتب التفسير، ولكن بدرجات متفاوتة وفقاً لصحة الرواية وضعفها، وتنوّع المفسرون في تضمين روايات ابن عباس التفسيرية في كتب التفسير، فكانوا ثلاثة أنواع:
1. علماء ذكروا كل ما رُويَ عن ابن عباس، حتى الروايات الضعيفة والمكذوبة، ومن هؤلاء المفسرين الواحدي الذي جعل الأولويّة لتفسير ابن عباس، وقال «وأبتدئ في كل آية عند التفسير بقول ابن عباس ما وجدتُ له نصّاً»، بغض النظر عن صحة الرواية وضعفها.
2. علماء لم يذكروا إلا الصحيح من روايات التفسير لابن عباس، ولكنهم لم يرووا عنه إلا القليل، كالبخاري ومسلم.
3. علماء ذكروا الروايات الصحيحة والضعيفة وتجنبوا الروايات المكذوبة، ومن هؤلاء ابن جرير الطبري.[90]

## روايته للحديث

### مروياته
عدد الأحاديث التي رواها ابن عباس حسب إحصاء الذهبي: «1660 حَدِيثًا، ولهُ في الصحيحين 75 حَدِيثًا متفق عليها، وتفرد البخاري له بِـ 120 حَدِيثًا، وتفرَّد مسلم بن الحجاج بـ 9 أَحَادِيثَ» ، لكن يبدو أن إحصاء الذهبي به تصحيف في عدد الأحاديث التي تفرد بها البخاري ومسلم، حيث الصحيح أن ما تفرد به البخاري 110، وما تفرد به مسلم 49، فقد أحصاها يحيى بن أبي بكر العامري في كتابه «الرياض المستطابة في جملة من روى في الصحيحين من الصحابة» فقال: «روى عبد الله بن عباس عن رسول الله وأكثر، فأخرج له الشيخان مئتان وأربعة وثلاثون حديثًا، اتفقا على خمسة وسبعين، وانفرد البخاري بمائة وعشرة، ومسلم بتسعة أربعين.». بينما أحصاها محمد بن الشيخ علي الولوي صاحب «إسعاف ذوي الوطر بشرح نظم الدرر في علم الأثر» بـ «1696 حَدِيثًا»، وله في مسند أحمد 1625 حَدِيثًا من الحديث رقم 1741، وحتى الحديث رقم 3366، 
صحب ابن عباس النبي محمد ثلاثون شهرًا، ثم طلب الحديث بعد وفاة النبي، وأخذ يرافق كبار الصحابة وأمهات المؤمنين ويسألهم عن الحديث، أما عدد ما يرويه ابن عباس عن النبي مباشرةً فهو قليل، بل أغلب حديثه عن أحد الصحابة عن النبي، فروى غندر أن ابن عباس روى عن النبي مباشرةً 9 أحاديث فقط، وقال يحيى القطان 10 أحاديث، وله في الصحيحين ما صرح بأنه عن النبي مباشرةً أكثر من عشرة أحاديث.:142 وكان ابن عباس يكره الإكثار من الحديث عن النبي محمد،:135 وكان لا يقبل حديثًا إلا أن يتثبت، وكان يقول: «إِنَّا كُنَّا مَرَّةً إِذَا سَمِعْنَا رَجُلًا يَقُولُ: قَالَ رَسُولُ اللَّهِ  ابْتَدَرَتْهُ أَبْصَارُنَا، وَأَصْغَيْنَا إِلَيْهِ بِآذَانِنَا، فَلَمَّا رَكِبَ النَّاسُ الصَّعْبَ وَالذَّلُولَ، لَمْ نَأْخُذْ مِنَ النَّاسِ إِلَّا مَا نَعْرِفُ.»، وعلى الرغم من ذلك فإن ابن عباس يعتبر من الصحابة المكثرين من رواية الحديث، يقول جلال الدين السيوطي في ألفيته في علوم الحديث:

#### روى عن
روى ابن عباس عن:
- النبي محمد
- أبيه العباس
- أمه أم الفضل بنت الحارث
- أخيه الفضل
- خالته ميمونة بنت الحارث
- أبي بكر الصديق
- عمر بن الخطاب
- عثمان بن عفان
- علي بن أبي طالب
- عبد الرحمن بن عوف
- معاذ بن جبل
- أبي ذر الغفاري
- أبي بن كعب
- تميم الداري
- ابن خالته خالد بن الوليد
- أسامة بن زيد
- حمل بن مالك بن النابغة
- ذويب والد قبيصة
- الصعب بن جثامة
- عمار بن ياسر
- أبي سعيد الخدري
- أبي طلحة الأنصاري
- أبي هريرة
- معاوية بن أبي سفيان
- أبي سفيان بن حرب
- عائشة بنت أبي بكر
- أسماء بنت أبي بكر
- جويرية بنت الحارث
- سودة بنت زمعة
- أم هانئ بنت أبي طالب
- أم سلمة

#### روى عنه
ذكر جمال الدين المزي في تهذيب الكمال من الرواة عن ابن عباس 297 راوٍ، منهم:
- ابنه علي بن عبد الله بن عباس
- ابن ابنه محمد بن علي بن عبد الله
- أخوه كثير بن العباس
- ابن أخيه عبد الله بن عبيد الله بن العباس
- ابن أخيه عبد الله بن معبد بن العباس
- عبد الله بن عمر بن الخطاب
- ثعلبة بن الحكم الليثي
- المسور بن مخرمة
- أبو الطفيل عامر بن واثلة
- أبو أمامة بن سهل بن حنيف
- سعيد بن المسيب
- عبد الله بن الحارث بن نوفل
- عبد الله بن عبد الله بن الحارث
- ابن خالته عبد الله بن شداد بن الهاد
- ابن خالته يزيد بن الأصم
- أبو سلمة بن عبد الرحمن
- أبو جمرة الضبعي
- أبو مجلز لاحق بن حميد
- أبو رجاء العطاردي
- القاسم بن محمد بن أبي بكر
- عبيد بن السباق
- علقمة بن وقاص
- علي بن الحسين بن علي
- عبيد الله بن عبد الله بن عتبة بن أبي وقاص
- عكرمة مولى ابن عباس
- عطاء بن أبي رباح
- طاووس بن كيسان
- كريب
- سعيد بن جبير
- مجاهد بن جبر
- عمرو بن دينار
- أبو الجوزاء أوس بن عبد الله الربعي
- أبو الشعثاء جابر بن زيد
- بكر بن عبد الله المزني
- أبو ظبيان حصين بن جندب
- الحكم بن الأعرج
- أبو الجويرية حطان بن خفاف
- حميد بن عبد الرحمن بن عوف
- أبو العالية الرياحي
- مقسم مولى بني هاشم
- أبو صالح السمان
- سعد بن هشام بن عامر
- سعيد بن أبي الحسن البصري
- سعيد بن الحويرث
- سعيد بن أبي هند
- أبو الحباب سعيد بن يسار
- سليمان بن سلمة
- أبو زميل سماك بن الوليد
- سنان بن سلمة بن المحبق
- صهيب أبو الصهباء
- طلحة بن عبد الله بن عوف
- عامر الشعبي
- عبد الله بن عبيد الله بن أبي مليكة
- عبد الله بن كعب بن مالك
- عبد الله بن أبي عبيد بن عمير
- عبيد بن حنين
- أبو المنهال عبد الرحمن بن مطعم
- عبد الرحمن بن وعلة
- عبد العزيز بن رفيع
- عبد الرحمن بن عابس النخعي
- عبيد الله بن عبد الله بن أبي ثور
- عبيد الله بن أبي يزيد المكي
- علي بن أبي طلحة مرسلًا
- عمرو بن مرة
- عمرو بن ميمون الأودي
- عمران بن حطان
- عمار بن أبي عمار
- محمد بن سيرين
- محمد بن عباد بن جعفر
- أبو الضحي مسلم بن صبيح
- سالم القرير
- موسى بن سلمة بن المحبق
- ميمون بن مهران
- نافع بن جبير بن مطعم
- ناعم مولى أم سلمة
- النضر بن أنس بن مالك
- يحيى بن يعمر أبو البختري الطائي
- أبو حسان الأعرج
- يزيد بن هرمزة أبو حمزة القصاب
- أبو الزبير المكي
- أبو عمر البهراني
- أبو حصين الأسدي
- أبو المتوكل الناجي
- أبو نضرة العبدي
- فاطمة بنت الحسين بن علي

## الآراء والمواقف حوله

### مكانته عند النبي محمد
حظي ابن عباس بمنزلة عالية عند المسلمين، فهو ابن عم النبي محمد، ويُعد من أهل البيت، وأحد صغار الصحابة، ورأي جبريل مرتين، وقد دعا النبي له بالحكمة مرتين، وأجلسه في حجره ومسح على رأسه ودعا له بالعلم، فدعا له النبي بالفقه وفهم تأويل القرآن قائلًا: «اللهم فقهه في الدين وعلمه التأويل»، ودعا له بعلم القرآن والحكمة أيضًا: « اللهم علمه الكتاب، اللهم علمه الحكمة.»، قال ابن حجر العسقلاني مُعلِّقًا: «اختلف الشُرَّاح في المراد بالحكمة هنا فقيل: القرآن كما تقدم، وقيل العمل به، وقيل السنة، وقيل الإصابة في القول، وقيل الخشية، وقيل الفهم عن الله، وقيل العقل، وقيل ما يشهد العقل بصحته، وقيل نور يفرق به بين الإلهام والوسواس، وقيل سرعة الجواب مع الإصابة، والأقرب أن المراد بها في حديث ابن عباس الفهم في القرآن.».

### مكانته عند الصحابة والتابعين
أثنى العديد من الصحابة على عبد الله بن عباس، فكان عمر إذا ذكره قال: «ذلك فتى الكهول، له لسان سؤول، وقلب عقول». وفي رواية: «ذاكم كهل الفتيان». وقال عنه عبد الله بن مسعود: «نعم ترجمان القرآن عبد الله بن عباس»، وقال أيضًا: «لو أدرك ابن عباس أسناننا ما عاشره منا رجل.»، وقال عنه سعد بن أبي وقاص: «ما رأيت أحدًا أحضر فهمًا، ولا أكبر لبًا، ولا أكثر علمًا، ولا أوسع حلمًا من ابن عباس، ولقد رأيت عمر يدعوه للمعضلات، وحوله أهل بدر من المهاجرين والأنصار فيتحدث ابن عباس، ولا يجاوز عمر قوله.»، وقال عنه ابن عمر: هُوَ أَعْلَمُ النَّاسِ بِمَا أَنْزَلَ اللَّهُ عَلَى مُحَمَّدٍ. ويوم وفاته قال محمد بن الحنفية: «اليوم مات رباني العلم.».
كما أثنى عليه العديد من التابعين من تلاميذه وممن عاصروه، فقال عنه عبيد الله بن عبد الله بن عتبة: «ما رأيت أحدًا كان أعلم بما سبقه من حديث رسول الله ﷺ من ابن عباس، ولا أعلم بشعر ولا عربية ولا تفسير القرآن ولا حساب ولا فريضة منه، ولقد كان يجلس يومًا ولا يذكر فيه إلا الفقه، ويومًا التأويل، ويومًا المغازي، ويومًا الشعر، ويومًا أيام العرب، ولا رأيت عالمًا قَطُّ جلس إليه إلا خضع له، وما رأيت سائلًا قط سأله إلا وجد عنده علمًا». وقال الأعمش: «كَانَ ابْنُ عَبَّاسٍ إِذَا رَأَيْتَهُ قُلْتَ: أَجْمَلُ النَّاسِ، فَإِذَا تَكَلَّمَ قُلْتَ: أَفْصَحُ النَّاسِ، فَإِذَا حَدَّثَ قُلْتَ: أَعْلَمُ النَّاسِ». وقال مجاهد: كان ابن عباس إذا فسر الشيء رأيت عليه نورًا. وقال عنه عطاء بن أبي رباح: «ما رأيت مجلسًا أكرم من مجلس ابن عباس، ولا أعظم جفنةً ولا أكثر علمًا، أصحاب القرآن في ناحيةٍ، وأصحاب الفقه في ناحيةٍ، وأصحاب الشعر في ناحيةٍ، يوردهم في وادٍ رحب». وأنشده حسان بن ثابت مادحًا:

### مكانته عند الشيعة
يعدّهُ علماء الشيعة من أصحاب النبي محمد وعلي بن أبي طالب والحسن بن علي، لمّا شهده مع علي من الجمل وصفين والنهروان، وأنه كان مُخلصًا لعلي، يقول ابن المطهر الحلي: «عبد الله بن عباس من أصحاب رسول الله ﷺ، كان محبًا لعلي  وتلميذه، حاله في الجلالة والإخلاص لأمير المؤمنين  أشهر من أن يخفى.»، ويقول ابن داود القمي: «عبد الله بن العباس (ل، ى) رضي الله عنه، حاله أعظم من أن يشار إليه في الفضل، والجلالة، ومحبة أمير المؤمنين ، وانقياده إلى قوله.» ويقول محمد تقي التستري أنه عارض عمر وعثمان ومعاوية وعائشة وابن الزبير، وانتصر للشيعة، فيقول: «بعدما وقفت على محاجته مع عمر وعثمان ومعاوية وعائشة وابن الزبير وباقي أعداء أهل البيت وتحقيقه للمذهب ودفعه عن الشيعة، لو قيل: إن هذا الرجل أفضل رجال الإسلام بعد النبي والأئمة الاثني عشر وحمزة وجعفر كان في محله».
وتذكر المصادر الشيعية إلى أن ابن عباس دعا الناس بعد مقتل علي إلى مبايعة ابنه الحسن، وتزيد المصادر الشيعية على أن عبد الله بن عباس قد حفز المسلمين على مبايعته فقال: «معاشر الناس إن هذا ابن بنت نبيكم ووصي إمامكم فبايعوه.» فاستجابوا له، وقالوا: «ما أحبه إلينا وأحقه بالخلافة.» فتبادر الناس إلى بيعته. وأنه كان من أنصار الحسين بالرغم من نهيه له بالخروج.

## صفته
كان ابن عباس أبيضًا، طويلًا، مشربًا صفرة، جسيمًا، وسيمًا، صبيح الوجه، له وفرة، يخضب بالحناء. ويقول شمس الدين الذهبي: وكان وسيمًا، جميلًا، مديدَ القامةِ، مهيبًا، كاملَ العقلِ، ذكي النفسِ، من رجالِ الكمالِ. ويقول: عطاء بن أبي رباح: «مَا رَأَيْتُ الْقَمَرَ لَيْلَةَ أَرْبَعَ عَشْرَةَ إِلَّا ذَكَرْتُ وَجْهَ ابْنِ عَبَّاسٍ.»، وكان رجلًا جسيمًا شاب مقدم رأسه عند كبره وله جمة،(1) وكان ابن عباس إذا قعد أخد مقعد رجلين. قال أبو بكرة: «قدم علينا ابن عباس البصرة وما في العرب مثله حشمًا وعلمًا وثيابًا وجمالًا وكمالًا». وكان يُكثِر من الطيب حتى إذا مر من طريق تقول النساء: هذا ابن عباس أو رجلٌ معه مسك، أصابه العمى في آخر عمره، فاعترى لونه صفرة يسيرة.
أما عن ملبسه فقد كان يلبس الحُلة بألف درهم، وكان يلبس عمامة سوداء، فيرخي شبرًا بين كتفيه وبين يديه، ويلبس إزارًا إلى نصف ساقه أو فوق ذلك، ويصلي وعليه قطيفة رومية.:30

### كرمه
يُروى أن ابن عباس كان سخيًا، فعندما شكا أبو أيوب الأنصاري أن عليه دينًا؛ قدم البصرة ونزل في دار ابن عباس، وكان ابن عباس والي البصرة حينئذٍ، فقال له ابن عباس: «يا أبا أيوب أريد أن أخرج لك عن مسكني كما خرجت لرسول الله صلى الله عليه وسلم، فأمر أهله فخرجوا وأعطاه كل شيء، أغلق عليه الدار، فلما كان انطلاقه قال: حاجتك؟ قال: حاجتي عطائي وثمانية أعبد يعملون في أرضي وكان عطاؤه أربعة آلاف فأضعفها له خمس مرات فأعطاه عشرين ألفا وأربعين عبدًا.». ومرةً جاءه سائل فقال له ابن عباس: «أتشهد أن لا إله إلا الله وأن محمدًا رسول الله؟» قال: نعم، قال: «وتصوم رمضان؟» قال: نعم، قال: «سألت وللسائل حق إنه لحق علينا أن نصلك»، فأعطاه ثوبًا ثم قال: سمعت رسول الله ﷺ يقول: «ما من مسلمٍ كسا مُسلمًا ثوبًا إلَّا كان في حفظِ اللهِ ما دام عليه منه خرقةٌ».

### عبادته
كان ابن عباس كثير العبادة، يقول ابن أبي مليكة: «صَحِبْتُ ابْنَ عَبَّاسٍ مِنَ الْمَدِينَةِ إِلَى مَكَّةَ وَمِنْ مَكَّةَ إِلَى الْمَدِينَةِ فَكَانَ يُصَلِّي رَكْعَتَيْنِ، وَكَانَ يَقُومُ شَطْرَ اللَّيْلِ يُكْثِرُ وَاللَّهِ فِي ذَلِكُمُ التَّسْبِيحَ.»، وكان يُرتل القرآن حرفًا حرفًا، ويُكثِر من النشيج والنحيب، عن أبي رجاء، قال: «رأيت ابن عباس وأسفل من عينيه مثل الشراك البالي من البكاء.»، وكان يصوم الاثنين والخميس، وفي كبره سقط في عينيه الماء فذهب بصره، فأتاه بعض الأطباء فقالوا: خل بيننا وبين عينيك نسيل ماءهما، ولكنك تمكث خمسة أيام لا تصلّي، قال: لا والله ولا ركعة واحدة، إني حُدّثت أنه من ترك صلاة واحدة متعمدًا لقي الله وهو عليه غضبان.

## أسرته
لا يُذكر من أسماء زوجات ابن عباس إلا ثلاث زوجات:
- حبيبة بنت الزبير بن العوام، وهي أم أكبر أبنائه العباس، حسب ما ذكر البلاذري في أنساب الأشراف.[116]
- شميلة بنت أبي حناءة بن أبي أزيهر، كانت زوجة مجاشع بن مسعود السلمي، تزوجها بعد مقتل مجاشع في موقعة الجمل. وهي التي ذكرها الشاعر ابن فسوة حين أتى عبد الله بن عباس فقال له: ما جاء بك؟ قال: جئتك لتعينني على مروءتي. فقال له ابن عباس: وهل لإمرئ يعصي الرحمن ويُطيع الشيطان ويقول البهتان مروءة! فقال:[117]

| أتيح لعبد الله يوم لقيته      |  | شميلة ترمي بالحديث المفتَّر |
| فليت قلوصي عريت أو رحلتها     |  | إلى حسن في داره وابن جعفر |
| إلى أين رسول الله يأمر بالتقى |  | ويقرأ آيات الكتاب المطهر  |

- زهرة بنت مشرح، هي أم ابنه الأصغر علي بن عبد الله بن عباس، حسب ما ذكر ابن حزم الأندلسي في جمهرة أنساب العرب.[118]

أما أولاده، فقد ولد ابن عباس::31
- العباس، هو أكبر أبنائه، وبه يُكنَّى، ولا عقب له، وأمه حبيبة بنت الزبير بن العوام.[116]
- الفضل، لا عقب له.
- محمد، لا عقب له.
- عبيد الله، وذكره ابن حزم الأندلسي باسم عبد الرحمن، لا عقب له.
- علي، أصغر أبنائه، وهو أبو الخلفاء العباسيين، وهو الوحيد الذي أعقب من أبناء ابن عباس، ولد سنة 40 هـ، وتوفي سنة 117 هـ، وأمه زهرة بنت مشرح.
- لبانة.
- أسماء.

## هوامش
- 1 الجُمَّةُ: ما ترامَى من شعر الرأْس على المَنكِبَيْن.[119]

## وصلات خارجية
- عبد الله بن عباس، حَبر الأمة وترجمان القرآن، موقع قصة الإسلام، إشراف راغب السرجاني.
- نبذة عن عبد الله بن عباس، موقع المكتبة الشاملة.
- حَبْرُ الأُمَّةِ عبدُ الله بن عباس رضي الله عنه، موقع دار الإفتاء المصرية.
- مقتطفات من سيرة ترجمان القرآن عبد الله بن عباس، موقع الألوكة.